# Workaholics
Workaholics est une série télévisée américaine en 86 épisodes de 22 minutes créée par Blake Anderson, Adam DeVine, Anders Holm et Kyle Newacheck, diffusée entre le 6 avril 2011 et le 15 mars 2017 sur Comedy Central et au Canada sur The Comedy Network puis sur Much à partir de la quatrième saison.
En France, la série est diffusée depuis le 7 janvier 2013 sur MCM, mais reste inédite dans les autres pays francophones.

## Synopsis
Trois diplômés récents de l’université, également colocataires, travaillent ensemble à l'entreprise de télémarketing TelAmeriCorp.
Leur but : en faire le moins possible.

## Distribution

### Acteurs principaux
- Blake Anderson (en) : Blake Chesterfield Henderson
- Adam DeVine : Adam Dwanye DeMamp
- Anders Holm : Anders « Ders » Holmvik

### Acteurs récurrents
- Maribeth Monroe (VF : Colette Sodoyez)[4] : Alice Murphy
- Jillian Bell : Jillian Belk
- Kyle Newacheck : Karl Hevacheck
- Erik Griffin : Montez Walker

### Invités
- Rumer Willis : Lisa[5] (saison 3, épisode 2)
- Dan Auerbach et Patrick Carney (The Black Keys)[6] (saison 3, épisode 4)
- Tim Heidecker : Reverend Troy[7] (saison 3, épisode 7)
- Ben Stiller : Del Jacobson[8] (saison 5, épisode 2)
- Nina Dobrev : Courtnee[9] (saison 7, épisode 8)

## Épisodes

### Première saison (printemps 2011)
1. Lundi de merde (Piss & Shit)
2. La Loi de la quenelle (We Be Ballin')
3. Camping sauvage (Office Campout)
4. N'est pas chef qui veut (The Promotion)
5. Brad le Crack (Checkpoint Gnarly)
6. Le Conte de la mi-Noël (The Strike)
7. Juggahos, mon ami (Straight Up Juggahos)
8. Mission : sauver les enfants (To Friend a Predator)
9. Amis pour la vie, ou pas (Muscle I'd Like to Flex)
10. Comment ne pas tuer son boss (In the Line of Getting Fired)

### Deuxième saison (automne 2011)
Le 4 mai 2011, la série a été renouvelée pour une deuxième saison de dix épisodes, diffusée depuis le 20 septembre 2011.
1. Promesse d'ivrogne (Heist School)
2. Un frigo pour un rencart (Dry Guys)
3. Opération dragon (Temp-Tress)
4. Thanksgiving entre potes (Model Kombat)
5. Haine, Gloire et Beauté (Old Man Ders)
6. L'Âge critique (Stop! Pajama Time)
7. Les Tordus ninjas (Teenage Mutant Ninja Roommates)
8. Karl se marie (Karl's Wedding)
9. Sois virile et tais-toi (Man Up)
10. Thanksgiving entre potes (6 Hours Till Hedonism II)

### Troisième saison (2012-2013)
Le 25 octobre 2011, la série a été renouvelée pour une troisième saison composée de vingt épisodes dont dix diffusés à partir du 29 mai 2012, et les dix épisodes suivants à partir du 16 janvier 2013.
1. Bouffi (The Business Trip)
2. La Nouvelle Dealeuse (True Dromance)
3. Trip à l'acide (Fat Cuz)
4. Mort d'un Chupacabra (To Kill a Chupacabraj)
5. La Pote (Good Mourning)
6. Boucherie (The Meat Jerking Beef Boys)
7. La Force de Dieu (The Lord's Force)
8. Alice en prend pour son grade (Real Time)
9. La Femme de Montez (Ders Comes in Handy)
10. Les Années fac (Flashback in the Day)
11. Titre français inconnu (Booger Nights)
12. Titre français inconnu (A TelAmerican Horror Story)
13. Titre français inconnu (Alice Quits)
14. Titre français inconnu (Fourth and Inches)
15. Titre français inconnu (Webcam Girl)
16. Titre français inconnu (High Art)
17. Titre français inconnu (The Worst Generation)
18. Titre français inconnu (Hungry Like the Wolf Dog)
19. Titre français inconnu (In Line)
20. Titre français inconnu (The Future is Gnar)

### Quatrième saison (2014)
Le 5 janvier 2013, la série a été renouvelée pour une quatrième et cinquième saisons composées de treize épisodes chacune. Elle est diffusée depuis le 22 janvier 2014.
1. Titre français inconnu (Orgazmo Birth)
2. Titre français inconnu (Fry Guys)
3. Titre français inconnu (Snackers)
4. Titre français inconnu (Miss BS)
5. Titre français inconnu (Three and a Half Men)
6. Titre français inconnu (Brociopath)
7. Titre français inconnu (We Be Clownin')
8. Titre français inconnu (Beer Heist)
9. Titre français inconnu (Best Buds)
10. Titre français inconnu (Time Chair)
11. Titre français inconnu (The One Where the Guys Play Basketball and Do the "Friends" Title Thing)
12. Titre français inconnu (DeputyDong)
13. Titre français inconnu (Friendship Anniversary)

### Cinquième saison (2015)
Elle a été diffusée du 14 janvier 2015 au 8 avril 2015.
1. Titre français inconnu (Dorm Daze)
2. Titre français inconnu (Front Yard Wrestling)
3. Titre français inconnu (Speedo Racer)
4. Titre français inconnu (Menergy Crisis)
5. Titre français inconnu (Gayborhood)
6. Titre français inconnu (Ditch Day)
7. Titre français inconnu (Gramps DeMamp Is Dead)
8. Titre français inconnu (Blood Drive)
9. Titre français inconnu (Wedding Thrashers)
10. Titre français inconnu (Trivia Pursuits)
11. Titre français inconnu (The Slump)
12. Titre français inconnu (Peyote It Forward)
13. Titre français inconnu (TAC in the Day)

### Sixième saison (2016)
Le 9 juillet 2015, la série a été renouvelée pour une sixième et septième saison. Elle est diffusée à partir du 14 janvier 2016.
1. Titre français inconnu (Wolves of Rancho)
2. Titre français inconnu (Meth Head Actor)
3. Titre français inconnu (Save the Cat)
4. Titre français inconnu (Death of a Salesdude)
5. Titre français inconnu (Gone Catfishing)
6. Titre français inconnu (Going Viral)
7. Titre français inconnu (Night at the Dudeseum)
8. Titre français inconnu (The Fabulous Murphy Sisters)
9. Titre français inconnu (Always Bet on Blake)
10. Titre français inconnu (The Nuttin' Professor)

### Septième saison (2017)
Cette saison, qui sera la dernière, est diffusée depuis le 11 janvier 2017.
1. Titre français inconnu (Trainees' Day)
2. Titre français inconnu (Weed the People)
3. Titre français inconnu (Monstalibooyah)
4. Titre français inconnu (Bill & Tez's Sexcellent Sexventure)
5. Titre français inconnu (Faux Chella)
6. Titre français inconnu (The Most Dangerless Game)
7. Titre français inconnu (Tactona 420)
8. Titre français inconnu (Termidate)
9. Titre français inconnu (Bianca Toro)
10. Titre français inconnu (Party Gawds)